# Злоякісний нейролептичний синдром
Злоякісний нейролептичний синдром (ЗМС) — рідкісна, небезпечна для життя, ідіосинкразійна реакція організму на нейролептичні лікарські засоби. Його симптомами є гарячка, негнучкість м'язів, зміни психіки та вегетативна дисфункція. ЗМС часто виникає невдовзі після початку курсу нейролептику або після підвищення його дози.

## Симптоми
Першим проявом злоякісного нейролептичного синдрому найчастіше стає м'язова ригідність, до якої надалі приєднуються гарячка та вегетативна нестабільність із нестійким рівнем свідомості. На відміну від дорослих, в дітей і підлітків частіше спостерігається дистонія та рідше тремор.
Під час об'єктивного огляду знаходять такі симптоми, що свідчать про вегетативну дисрегуляцію:
- Гарячка (температура >38 °C)
- Діафорез
- Сіалорея
- Тахікардія
- Тахіпное, дихальний дистрес (31 % випадків)
- Підвищений або лабільний артеріальний тиск
- Гіпоксемія (за даними пульсоксиметра)
- Нетримання

## Ускладнення
Серед ускладнень злоякісного нейролептичного синдрому виділяють зневоднення (через недостатнє пиття), гостру ниркову недостатність (через рабдоміоліз) та тромбоз глибоких вен (ТГВ) і тромбоемболію легеневої артерії (ТЕЛА) (через м'язову ригідність та іммобілізацію).
Відняття антипсихотичних препаратів може спричинити ускладнення, пов'язані з неконтрольованим психозом. Оскільки більшість пацієнтів приймають антипсихотичні препарати для лікування важких і тривалих психотичних розладів, то існує висока ймовірність рецедиву симптомів при віднятті антипсихотиків.
Інші можливі ускладнення злоякісного нейролептичного синдрому:
- рабдоміоліз
- ниркова недостаність
- серцеві аритмії та колапс
- аспіраційна пневмонія
- дихальна недостатність
- судоми
- ТЕЛА та ТГВ
- печінкова недостатність
- ДВЗ-синдром
- декоменсація психічної хвороби після відняття нейролептиків

## Прогноз
Прогноз у хворих із злоякісним нейролептичним синдромом залежить від того, наскільки швидко буде надано необхідну допомогу, та від того, чи розвинулись ускладнення. За відсутності рабдоміолізу, ниркової недостатності й аспіраційної пневмонії, та за адекватної симптоматичної терапії — прогноз сприятливий.
Якщо ЗНС розвинувся після орального прийому препарату, прояви синдрому можуть тривати 7—10 днів після відняття; в разі прийняття депонованого нейролептику (наприклад, флуфеназину) — до місяця.
Смертність при злоякісному нейролептичному синдромі оцінюють в 5—11,6 % (колись 20—30 %). У разі розвитку ниркової недостатності, смертність зростає до приблизно 50 %.
У хворих, в яких вже розвивався ЗНС, є ризик рецидивів, особливо коли той ж антипсихотичний препарат поновлюють невдовзі після зникнення проявів синдрому. Утім, більшість хворих здатні толерувати інші антипсихотики, що важливо для підтримування достатнього функціонального статусу особи.